# Transports dans le Calvados
Les transports dans le département français du Calvados sont organisés autour de sa préfecture et agglomération principale, Caen. Grâce à son poids touristique, l’agglomération de Deauville apparaît comme un autre pôle important dans ce système de transport.

## Transport routier

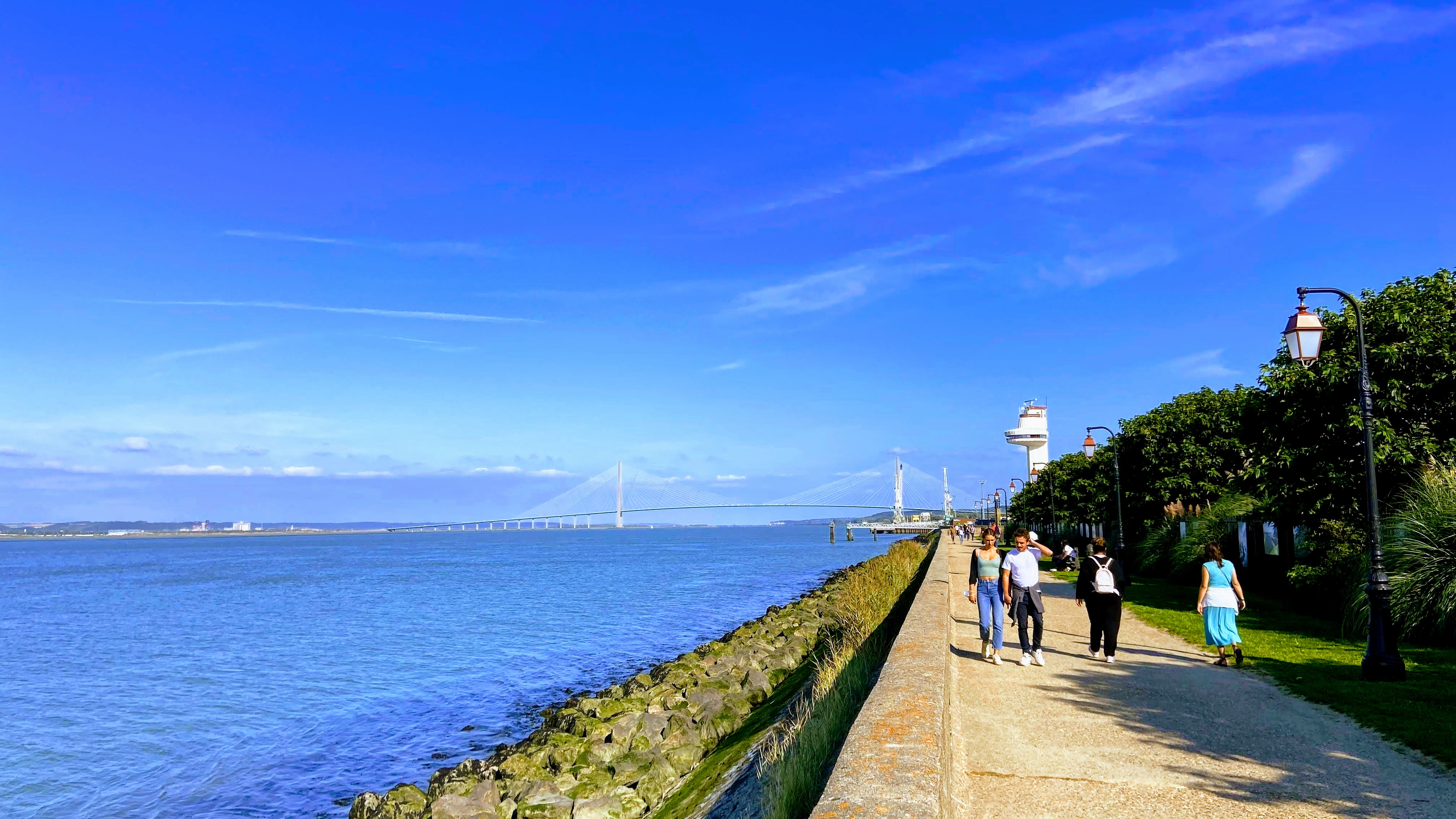
Le pont de Normandie vu depuis Honfleur.

### Infrastructures routières
Les cinq axes routiers principaux du département rayonnent autour de l'agglomération de Caen :
- L'autoroute A13 vers Pont-l'Évêque, Rouen et Paris. Autoroute concédée à péage, à 2x2 ou 2x3 voies selon les sections, elle a un trafic de 36 000 à 42 000 véhicules/jour selon les sections dans le département[2] ;
- La route nationale 158 (qui doit être mise aux normes autoroutières dans le prolongement de l'autoroute A88) vers Falaise, Alençon, Le Mans et le sud-ouest de la France. Voie rapide à 2x2 voies, prolongée par l'A88 concédée, elle a un trafic de 21 000 à 31 000 véhicules/jour selon les sections[2] ;
- L'autoroute A84 vers Villers-Bocage, Rennes et la Bretagne. Une des seules autoroutes gratuites et non concédées de France, elle a un trafic de 26 000 à 37 000 véhicules/jour selon les sections dans le département[2] ;
- La route nationale 13 vers Bayeux et Cherbourg. Voie rapide à 2x2 voies, elle a un trafic de 17 000 à 32 000 véhicules/jour selon les sections dans le département[2] ;
- La route départementale 515 vers Ouistreham, également aménagée à 2x2 voies.

D'autres axes importants se dirigent depuis Caen vers Lisieux et Évreux (route départementale 613) et vers Flers (route départementale 562) : ces deux routes sont équipées de contournements au niveau de certaines localités.
Ces axes sont reliés entre eux par le boulevard périphérique de Caen (ou route nationale 814), 2x2 ou 2x3 voies. En raison de la saturation de cet axe (jusqu'à 82 000 véhicules/jour sur la section la plus chargée) et de plusieurs pénétrantes de l'agglomération de Caen, des voies de contournement ont été créées récemment (autoroute A813 et déviation de la route départementale 562) et doivent s'articuler à terme au sein du contournement sud de Caen.
Dans le nord-est du département, cette structure est complétée par la courte autoroute A132 menant à Deauville depuis l'A13, et l'autoroute A29 qui franchit la Seine par le pont de Normandie et relie le Calvados au Havre et aux Hauts-de-France.

### Transport collectif de voyageurs
Le Calvados est desservi par le réseau régional de transport routier Nomad, qui exploite 33 lignes régulières dans le département. Jusqu'en 2019, ce réseau était géré par le conseil général du Calvados sous la dénomination Bus verts.

## Transport ferroviaire

### Historique

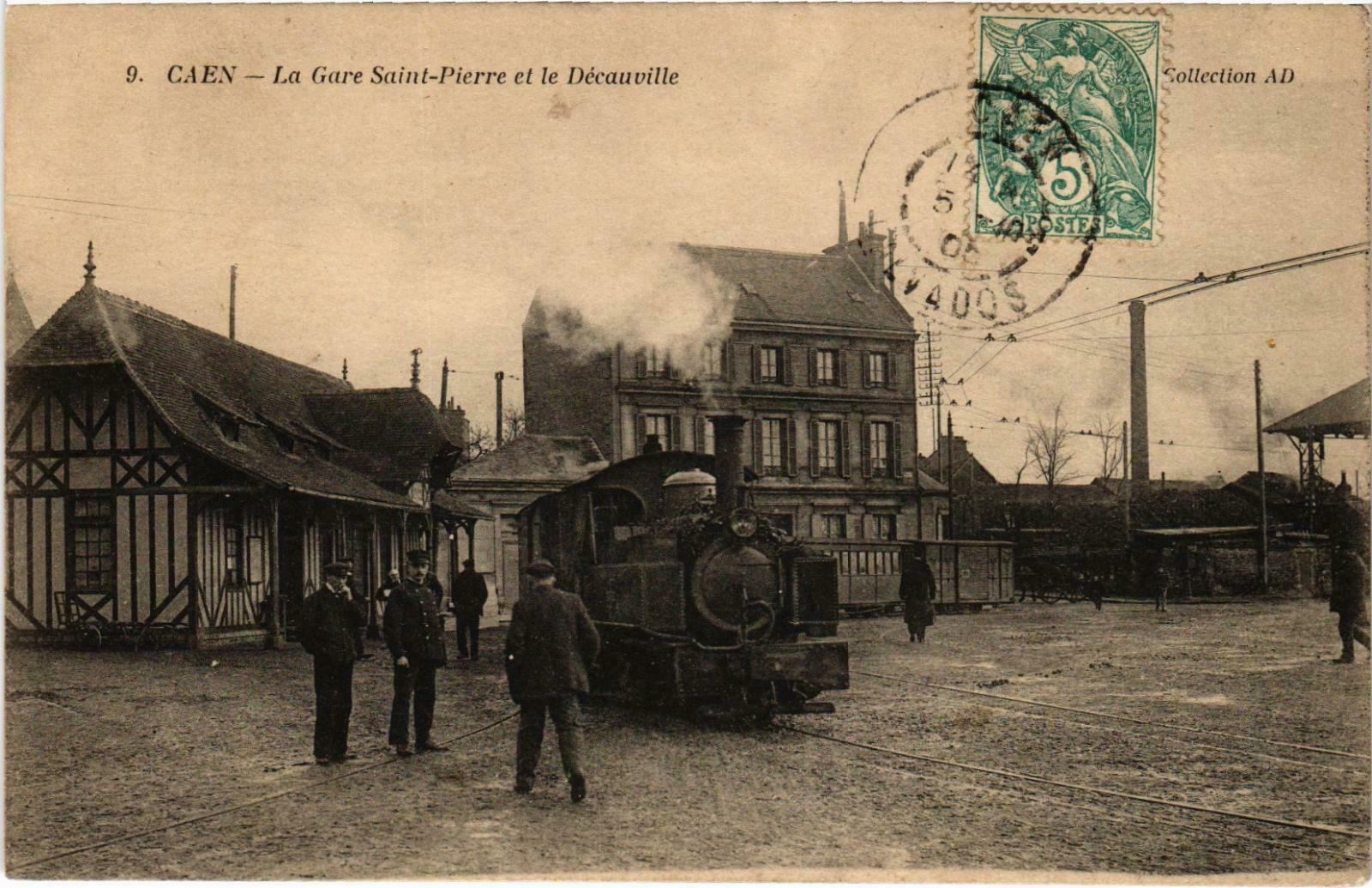
La gare de Caen-Saint-Pierre des Chemins de fer du Calvados.

La première ligne de chemin de fer du département a été la ligne de Mantes-la-Jolie à Cherbourg (ouverte entre 1855 et 1858), suivie de près par la ligne de Lisieux à Trouville - Deauville (1858-1863) et la ligne du Mans à Mézidon (1859 avec antenne de Coulibœuf à Falaise). Le réseau d’intérêt général du département a principalement été développé par la Compagnie des chemins de fer de l'Ouest. À la fin du XIXe siècle, le chemin de fer d'intérêt général — qui avait intégré quelques lignes initialement classées d'intérêt local — atteignait la plupart des villes et bourgs du département, dont Condé-sur-Noireau, Dives-sur-Mer, Isigny-sur-Mer, Livarot, Troarn et Vire.
Un réseau de chemins de fer d’intérêt local se met également en place, en plusieurs temps. Plusieurs lignes sont d'abord créées à l'écartement normal, mais elles seront toutes reclassées d'intérêt général à l'exception de la ligne de Caen à la mer, ouverte en 1875 pour desservir la Côte de Nacre. La société des Chemins de fer du Calvados établit à partir de 1891 un réseau de quelques lignes autour de Caen et Bayeux, à l'écartement étroit donc économique de 0,60 m (système Decauville). Enfin, deux petites compagnies ouvrent en 1904 une ligne à écartement métrique entre Pont-l'Évêque et le département de l'Eure (Chemin de fer de Cormeilles à Glos-Montfort et extensions) et en 1912 la ligne du Fresne d'Argences à Moult-Argences, un court embranchement à écartement normal se raccordant à la ligne Paris-Cherbourg (pour les besoins d'une tuilerie). Ces lignes d'intérêt local commenceront à fermer dès 1929 pour les Chemins de fer du Calvados, après la Seconde Guerre mondiale pour les lignes à écartement normal.
À partir de 1970, la liaison Paris-Saint-Lazare - Caen - Cherbourg est assurée par des Éléments à turbine à gaz (ETG), remplacés cinq ans plus tard par des Rames à turbine à gaz (RTG) : dans les deux cas, il s'agit des trains les plus modernes et les plus performants développés à cette époque en France pour des lignes ferroviaires non-électrifiées. L'électrification de la ligne en 25 kV – 50 Hz, accompagnée de quelques relèvements de vitesse à 200 km/h, interviendra en 1996. Des rames Corail tractées par des BB 16000 et BB 26000 prennent alors le relais sur les liaisons Paris-Caen-Cherbourg. L'électrification permettra également de tester des relations TGV entre Cherbourg et Lille (en 1997) puis entre Cherbourg et Dijon (en 2009) avec desserte de Caen et de l'aéroport Charles de Gaulle : ces liaisons subventionnées seront rapidement abandonnées faute de fréquentation.
Depuis 2021-2022, les liaisons Paris-Caen-Cherbourg, intégrées au réseau Nomad (TER Normandie), sont assurées par des rames automotrices Omneo Premium.
|                                             |
| Le réseau ferroviaire à son apogée en 1928. |

|                                     |
| Le réseau ferroviaire de nos jours. |

|                                                    |
| Carte animée de l’évolution du réseau ferroviaire. |

### Situation actuelle

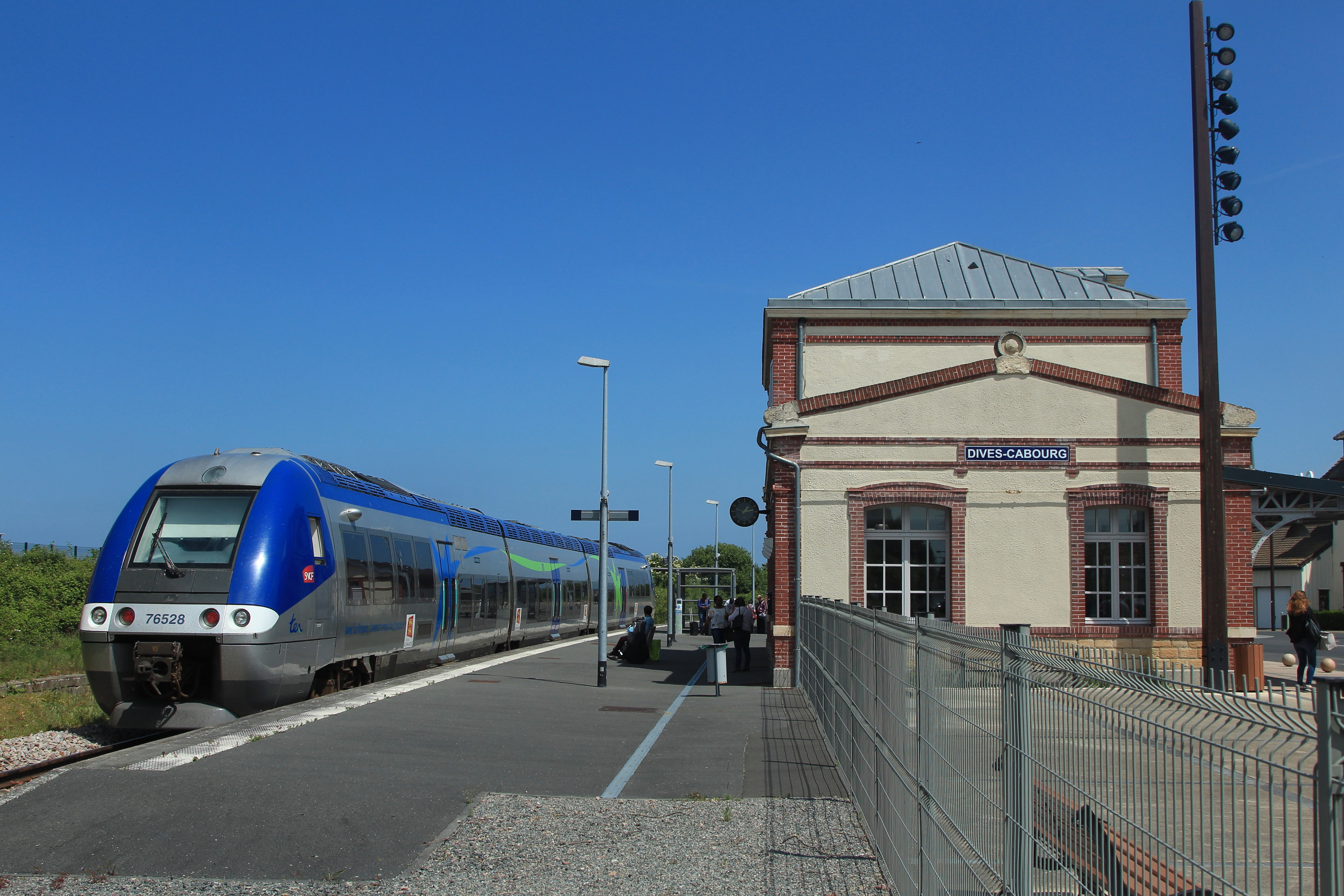
Une rame TER Normandie en gare de Dives - Cabourg.

La gare de Caen, avec plus de 3 millions de voyageurs annuels, est la principale gare de voyageurs du département, suivie des gares de Lisieux, Trouville - Deauville et Bayeux avec une fréquentation annuelle entre 500 000 et 1 200 000 voyageurs en 2019.
Le principal axe ferroviaire du département est la ligne de Mantes-la-Jolie à Cherbourg, à double voie et circulable sur certaines sections à 200 km/h. Cette ligne, comme son antenne à voie unique de Lisieux à Trouville - Deauville, est électrifiée en courant alternatif 25 kV 50 Hz. 
Deux autres lignes plus secondaires, la ligne du Mans à Mézidon (liaison Caen-Le Mans-Tours à double voie) et la ligne d'Argentan à Granville (liaison Paris-Granville partiellement à voie unique) parcourent le sud du département et ne sont pas électrifiées.
La ligne de Dives-Cabourg à Trouville-Deauville, après avoir été longtemps menacée de fermeture, a été rénovée et acccueeille un trafic essentiellement estival.
Depuis le transfert des lignes Intercités Normandie de l'État à la Région Normandie et l'abandon des dessertes TGV par l'aéroport Charles de Gaulle, les lignes ferroviaires du Calvados sont exclusivement parcourues (en ce qui concerne la desserte voyageurs) par les trains Nomad (TER Normandie).
Un projet de ligne nouvelle Paris - Normandie vise à accélérer les liaisons entre Paris et la Normandie, mais ce projet est à un stade d'études sans calendrier précis de réalisation.

## Transport maritime

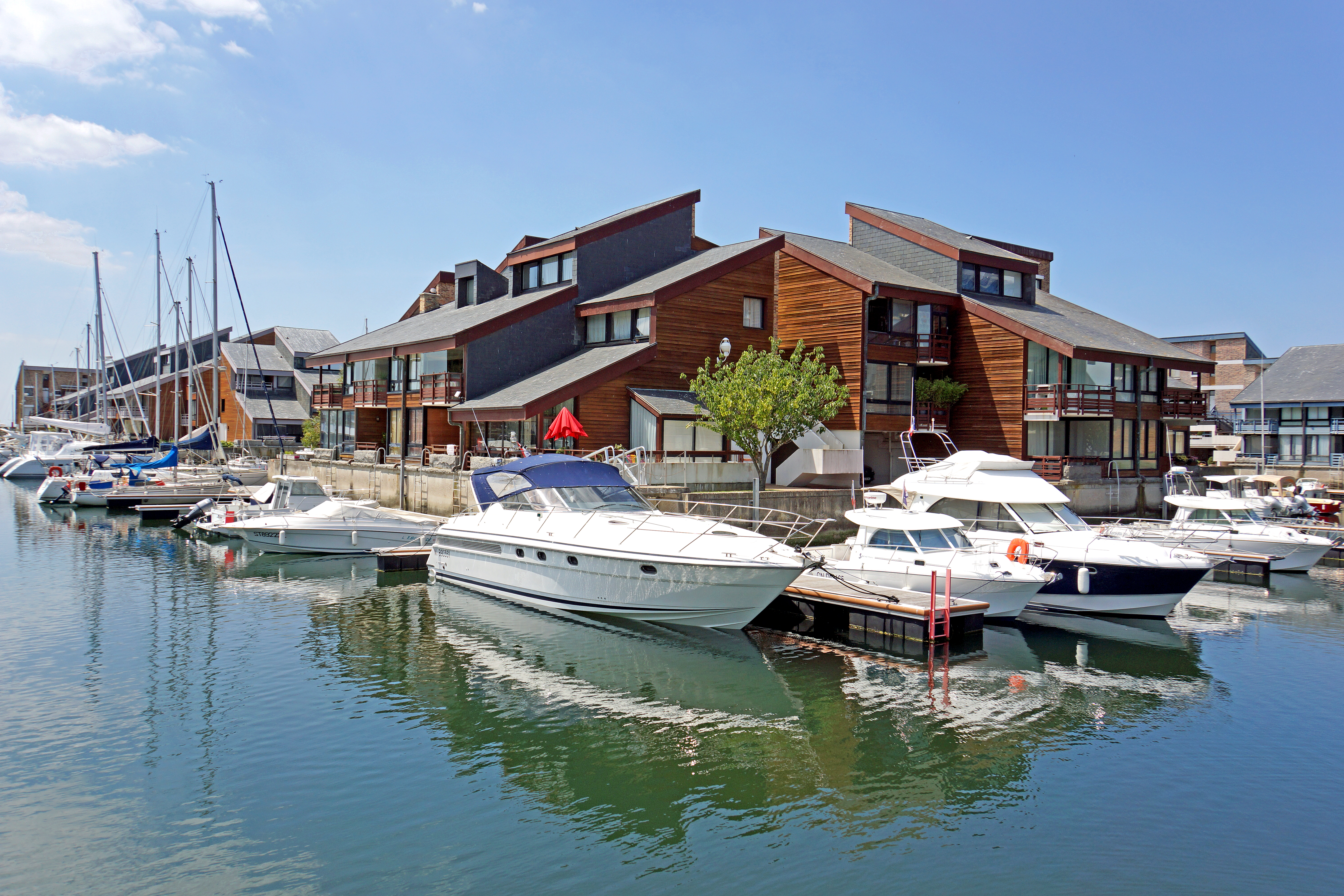
Le port de Deauville.

Le port de Caen-Ouistreham, qui s'étend sur les berges du canal de Caen à la mer et de l'Orne, est le principal port du département, à la fois port de commerce, port de passagers (ferries vers Portsmouth au Royaume-Uni), port de plaisance et port de pêche.
Le port de Deauville est quant à lui dédié à la plaisance.

## Transport fluvial
En-dehors des derniers kilomètres de l'Orne et du canal de Caen à la mer qui le double, et qui sont en réalité utilisés par des navires maritimes, le département du Calvados ne possède pas de voie d'eau navigable.

## Transport aérien
L'aéroport de Caen-Carpiquet est le principal aéroport de Normandie, avec 304 000 passagers en 2019. Une dizaine de liaisons régulières directes (dont certaines saisonnières) sont proposées par les compagnies Air France et Volotea.
Le Calvados possède un deuxième aéroport, l'aéroport de Deauville-Normandie, principalement utilisé par des vols charters et quelques liaisons saisonnières. Comme l'aérodrome de Falaise-Mont d'Eraines, il est également dédié à l'aviation de loisir et de tourisme.

## Transports en commun urbains et périurbains

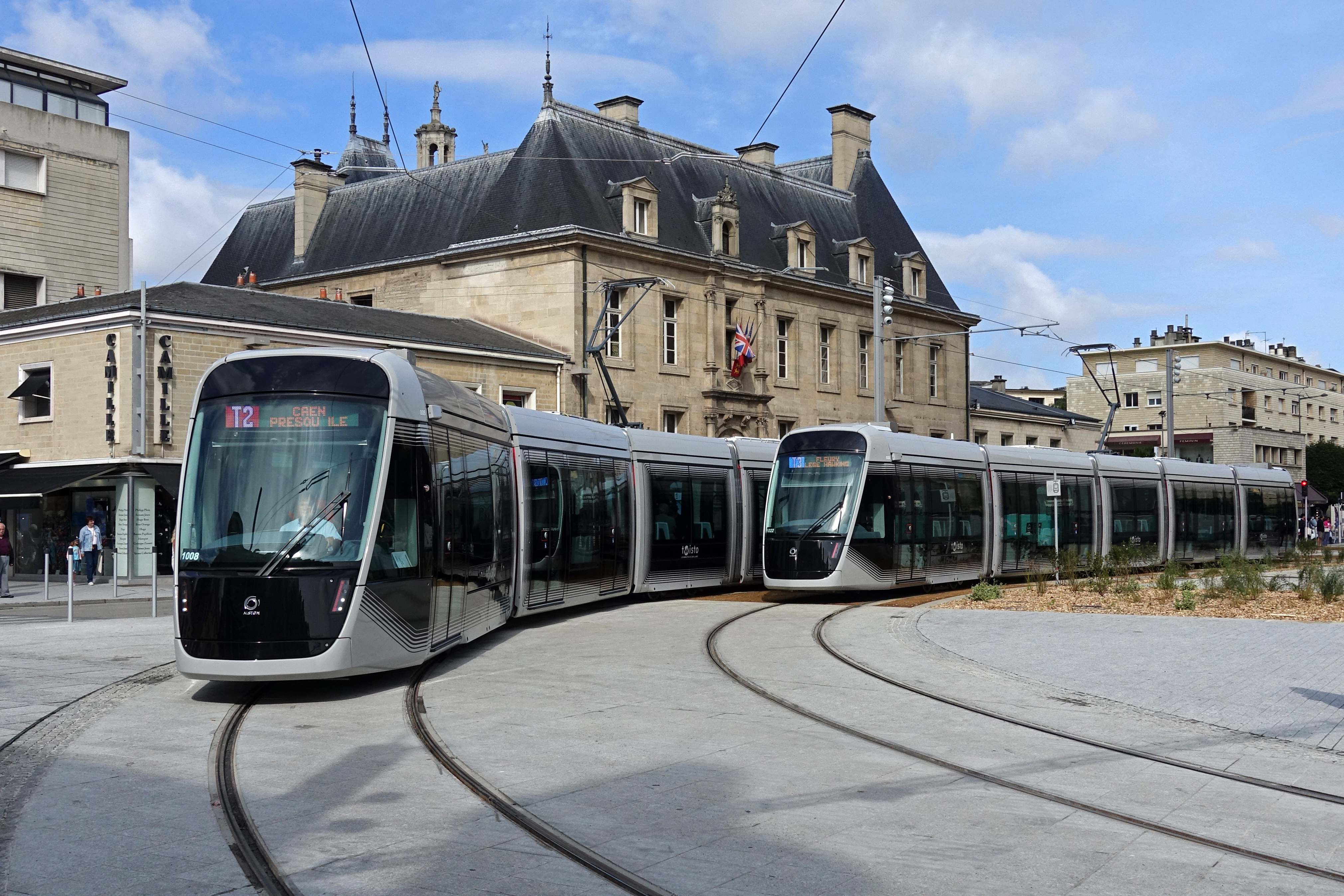
Deux rames du nouveau tramway de Caen traversent la place Saint-Pierre.

La communauté urbain de Caen la Mer, la communauté d'agglomération Lisieux Normandie, le Syndicat intercommunal à vocation unique de Bayeux et des communes associées (qui regroupe les communes de Bayeux, Monceaux-en-Bessin, Saint-Loup-Hors, Saint-Martin-des-Entrées, Saint-Vigor-le-Grand et Vaucelles), la commune de Vire Normandie et la commune d'Honfleur sont autorités organisatrices de la mobilité sur leur territoire et organisent des services de transport dans leur ressort territorial. 
Le réseau Twisto de Caen la Mer est le plus important du département. Il comporte 3 lignes de tramway (qui ont remplacé en 2019 le transport léger guidé ou TVR dont l'exploitation était difficile), des lignes régulières d'autobus, des lignes de transport à la demande, une ligne d'autobus de nuit et des lignes scolaires. Caen avait déjà connu un premier réseau de tramway de 1901 à 1937.
Les autres réseaux reposent uniquement sur des lignes d'autobus et de transport à la demande. La communauté d'agglomération Lisieux Normandie a délégué au réseau régional Nomad la desserte d'une partie de son vaste ressort territorial.

## Modes actifs
Le département est traversé par plusieurs voies vertes, véloroutes et sentiers de grande randonnée :
- EuroVelo 4 sur la côte,
- Vélo Francette (V43) d'Ouistreham à Flers,
- GR 223 Tour du Cotentin,
- GR 36 De la Manche aux Pyrénées,
- GR 26 De Villennes-sur-Seine à Villers-sur-Mer,
- Tour du Pays d'Auge.